# Tadeusz Kmieć
Tadeusz Kmieć (ur. 4 maja 1948) – polski kolarz szosowy, indywidualny mistrz Polski (1972).
Był zawodnikiem Rometu Bydgoszcz. Jego największym sukcesem w karierze było mistrzostwo Polski w wyścigu indywidualnym ze startu wspólnego w 1972 oraz górskie mistrzostwo Polski w 1973. Był także wicemistrzem Polski w jeździe parami w 1972 (z Romanem Wilczyńskim).